# Déli-félszigeti régió (Izland)
A Déli-félszigeti régió (izlandiul Suðurnes, kiejtése: ˈsʏːðʏrˌnɛːs) Izland nyolc régiójának egyike, a Reykjanes-félsziget része. Székhelye és legnagyobb városa Keflavík.
A térségben jelentős a vulkáni tevékenység; a lávamezők jelenléte miatt a növényzet mértéke csekély. A „Kék Lagúna” (Bláa Lónið) fürdő a Svartsengi melletti geotermikus erőmű hulladékhőjét hasznosítja.

## Vulkáni tevékenység
A Reykjanes-vulkánrendszer a Közép-Atlanti-hátság tengerszint fölé emelkedő szakaszán található. A régióban megkövesedett bazaltláva figyelhető meg (a Brennisteinsfjöll utoljára a 14. században tört ki).

## Fordítás
- Ez a szócikk részben vagy egészben  a   Southern Peninsula (Iceland) című angol Wikipédia-szócikk ezen változatának fordításán alapul.  Az eredeti cikk szerkesztőit annak laptörténete sorolja fel. Ez a jelzés csupán a megfogalmazás eredetét és a szerzői jogokat jelzi, nem szolgál a cikkben szereplő információk forrásmegjelöléseként.